# Phlebotomus burguesae
Phlebotomus burguesae är en tvåvingeart som beskrevs av Depaquit 2009. Phlebotomus burguesae ingår i släktet Phlebotomus och familjen fjärilsmyggor.
Artens utbredningsområde är Thailand. Inga underarter finns listade i Catalogue of Life.